# Oedura gracilis
Oedura gracilis är en ödleart som beskrevs av King 1985. Oedura gracilis ingår i släktet Oedura och familjen geckoödlor. Inga underarter finns listade i Catalogue of Life.
Arten förekommer i regionen Kimberley i Western Australia i Australien. Den hittas även på mindre öar i närheten. Honor lägger ägg. Ödlan lever i klippiga områden med glest fördelad växtlighet. Den vilar i bergssprickor.
För beståndet är inga hot kända. Hela populationen anses vara stabil. IUCN listar arten som livskraftig (LC).